# Province dell'Afghanistan

Province dell'Afghanistan

Le province dell'Afghanistan (Wilaya - ولايت) sono la suddivisione territoriale di primo livello del Paese e sono pari a 34. Ciascuna di esse si suddivide ulteriormente in distretti.
La maggior parte dei distretti e delle divisioni amministrative discende dalla riforma degli anni 1960, in cui i distretti vennero istituiti col sistema "gerrymandering" per assicurare il prevalere dei Pashtun.; le province di Panjshir e di Daykundi sono state istituite nel 2004.
I governi provinciali sono guidati da un governatore. Ogni provincia è rappresentata nel governo centrale da due membri della Camera degli Anziani: uno è eletto dal consiglio provinciale per quattro anni, mentre l'altro è eletto dai consigli di distretto per tre anni. La rappresentanza nella Camera del Popolo è basata direttamente sui distretti, con il vincolo che in ogni provincia due dei rappresentanti devono essere donne, nominate dal Presidente.

## Lista
|  |

|    | Localizzazione | Provincia  | Capoluogo      | Popolazione (2015) | Superficie (km2) |
| -- | -------------- | ---------- | -------------- | ------------------ | ---------------- |
| 1  |                | Badakhshan | Feyzabad       | 950 953            | 44 059           |
| 2  |                | Badghis    | Qala-i-Naw     | 495 958            | 20 591           |
| 3  |                | Baghlan    | Pol-e Khomri   | 910 784            | 21 118           |
| 4  |                | Balkh      | Mazar-i Sharif | 1 325 659          | 17 249           |
| 5  |                | Bamiyan    | Bamiyan        | 447 218            | 14 175           |
| 6  |                | Daikondi   | Nili           | 424 339            | 8 088            |
| 7  |                | Farah      | Farah          | 507 405            | 48 471           |
| 8  |                | Faryab     | Meymaneh       | 998 147            | 20 293           |
| 9  |                | Ghazni     | Ghazni         | 1 228 831          | 22 915           |
| 10 |                | Ghowr      | Chaghcharan    | 690 296            | 36 479           |
| 11 |                | Helmand    | Lashkar Gah    | 924 711            | 58 584           |
| 12 |                | Herat      | Herat          | 1 890 202          | 54 778           |
| 13 |                | Jowzjan    | Sheberghan     | 540 255            | 11 798           |
| 14 |                | Kabul      | Kabul          | 4 372 977          | 4 462            |
| 15 |                | Kandahar   | Kandahar       | 1 226 593          | 54 022           |
| 16 |                | Kapisa     | Mahmud-i-Raqi  | 441 010            | 1 842            |
| 17 |                | Khowst     | Khowst         | 574 582            | 4 152            |
| 18 |                | Konar      | Asadabad       | 450 652            | 4 942            |
| 19 |                | Konduz     | Konduz         | 1 010 037          | 8 040            |
| 20 |                | Laghman    | Mihtarlam      | 445 588            | 3 843            |
| 21 |                | Lowgar     | Pul-i-Alam     | 392 045            | 3 880            |
| 22 |                | Nangarhar  | Jalalabad      | 1 517 388          | 7 727            |
| 23 |                | Nimruz     | Zaranj         | 164 978            | 41 005           |
| 24 |                | Nurestan   | Parun          | 147 967            | 9 225            |
| 25 |                | Oruzgan    | Tarin Kowt     | 386 818            | 22 696           |
| 26 |                | Paktia     | Gardez         | 551 987            | 6 432            |
| 27 |                | Paktika    | Sharana        | 434 742            | 19 482           |
| 28 |                | Panjshir   | Bazarak        | 153 487            | 3 610            |
| 29 |                | Parvan     | Charikar       | 664 502            | 5 974            |
| 30 |                | Samangan   | Aybak          | 387 928            | 11 262           |
| 31 |                | Sar-e Pol  | Sar-e Pol      | 559 577            | 15 999           |
| 32 |                | Takhar     | Taloqan        | 983 336            | 12 333           |
| 33 |                | Vardak     | Maidanshahr    | 596 287            | 8 938            |
| 34 |                | Zabol      | Qalat          | 304 126            | 17 343           |